# Giaura
Giaura är ett släkte av fjärilar. Giaura ingår i familjen trågspinnare.

## Dottertaxa tillGiaura, i alfabetisk ordning[1]
- Giaura apicalis
- Giaura borneonis
- Giaura bostrycodes
- Giaura brunneana
- Giaura curvilinea
- Giaura fumata
- Giaura idioptila
- Giaura leucopasa
- Giaura leucophaea
- Giaura leucotis
- Giaura lia
- Giaura lichenosa
- Giaura minor
- Giaura multipunctata
- Giaura murina
- Giaura nigrescens
- Giaura nigrilineata
- Giaura nigrostrigata
- Giaura niphea
- Giaura niphostola
- Giaura niveidisca
- Giaura obalauae
- Giaura owgarra
- Giaura plumbeofusa
- Giaura punctata
- Giaura pura
- Giaura rebeli
- Giaura repletana
- Giaura robusta
- Giaura sceptica
- Giaura simeoni
- Giaura sokotokai
- Giaura spinosa
- Giaura tetragramma
- Giaura tortricoides
- Giaura triangularis
- Giaura ura
- Giaura venalis